# Филип (Хесен-Хомбург)
Вижте пояснителната страница за други личности с името Филип.
Филип Август Фридрих фон Хесен-Хомбург (на немски: Philipp August Friedrich von Hessen-Homburg; * 11 март 1779 в Хомбург фор дер Хьое; † 15 декември 1846 също там) е ландграф на Хесен-Хомбург (1839 – 1846) и австрийски императорски фелдмаршал.
Той е третият син на ландграф Фридрих V фон Хесен-Хомбург (1748 – 1820) и съпругата му Каролина фон Хесен-Дармщат (1746 – 1821), дъщеря на ландграф Лудвиг IX фон Хесен-Дармщат.
През 1796 г. Филип започва да служи в австрийската войска и участва в походите през 1798, 1799, 1800 г. През 1813 г. той става фелдмаршал-лейтенант. През 1829 г. принц Филип е кандидат за гръцкия кралски трон. През 1846 г. става императорски австрийски фелдмаршал.
Филип се жени на 26 юни 1838 г. (морганатично) в Грац за Розалия Антония Потошниг (1806 – 1845), която курфюрст Вилхелм II фон Хесен-Касел издига на 31 май 1838 г. преди женитбата на „графиня на Наумбург“. Неговите братя и сестри не я акцептират. Бракът е бездетен.
След смъртта на брат му Лудвиг той го последва 1839 г. като ландграф на Хесен-Хомбург. През 1840 г. той е назначен за губернатор на крепост Майнц след зет му принц Вилхелм фон Прусия. Брат му Густав го замества в Хомбург.
На 21 февруари 1845 г. умира съпругата на Филип. Пощи след една година умира и той. Двамата са погребани в гробницата на дворец Бад Хомбург.
Като ландграф на Хесен-Хомбург през 1846 г. е последван от брат му Густав (1781 – 1848).